# Barbara Brylska
Barbara Brylska (Skotniki, 5 giugno 1941) è un'attrice polacca, molto nota in tutta la ex Unione Sovietica per il suo ruolo nel film del 1975 di Ėl'dar Rjazanov Equivoci di una notte di capodanno.

## Filmografia parziale
- Il faraone (Faraon), regia di Jerzy Kawalerowicz (1966)
- Il settimo flagello (Pan Wołodyjowski), regia di Jerzy Hoffman (1969)
- Anatomia miłości, regia di Roman Załuski (1972)
- Equivoci di una notte di capodanno (Ирония судьбы, или С лёгким паром!), regia di Ėl'dar Rjazanov (1975)